# Piz Grisch (Laaxer Stöckli)
Piz Grisch är en bergstopp i Schweiz.   Den ligger i regionen Surselva och kantonen Graubünden, i den östra delen av landet, 130 km öster om huvudstaden Bern. Toppen på Piz Grisch är 2 898 meter över havet, eller 281 meter över den omgivande terrängen. Bredden vid basen är 3,6 km.
Terrängen runt Piz Grisch är huvudsakligen bergig. Närmaste större samhälle är Domat, 19,5 km öster om Piz Grisch. 
Trakten runt Piz Grisch består i huvudsak av gräsmarker. Runt Piz Grisch är det ganska glesbefolkat, med 47 invånare per kvadratkilometer.